# Hôtel Raillard de Granvelle
L'hôtel Raillard de Granvelle, également orthographié hôtel Raillard de Grandvelle, est un hôtel particulier localisé à Vesoul, en Haute-Saône. Demeure historique de la ville de Vesoul, le bâtiment hébergea pendant une quinzaine d'années durant le XVIIIe siècle les services de la mairie de Vesoul.

## Localisation
L'hôtel se trouve dans le Vieux-Vesoul, à proximité du palais de justice.

## Histoire

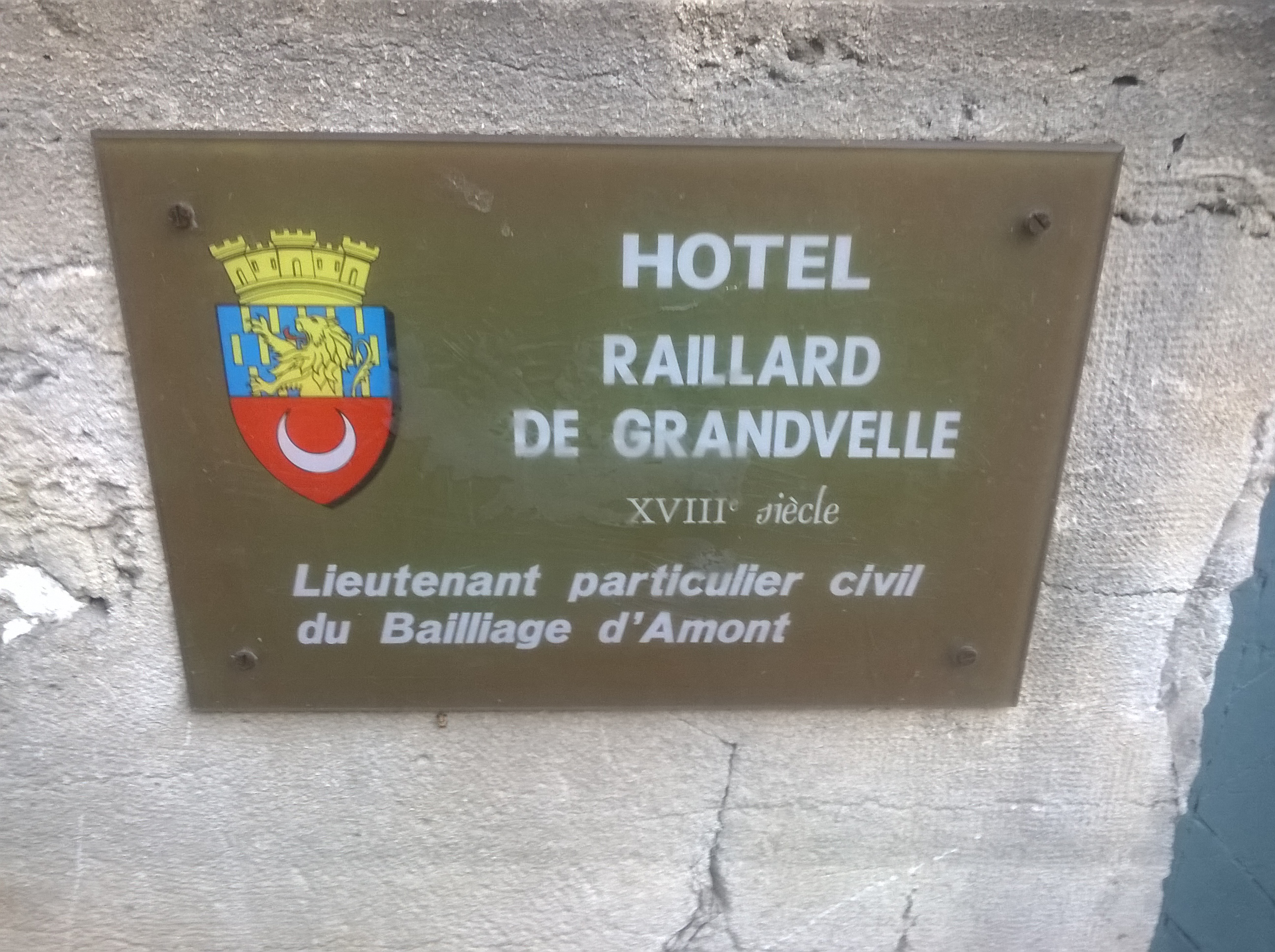
Plaque commémorative.

Autrefois appelée maison Langrognet, l'édifice porte le nom de Jean-François Raillard, seigneur de Grandvelle et de Lieffrans. Né à Vesoul le 27 décembre 1710, il suit des études de droit puis devient conseiller de ville et est élu maire de Vesoul (vicomte-mayeur) de 1746 à 1748. Bénéficiant de l'autorisation de l'intendant, il décide d'installer l'administration municipale vers 1750 dans la maison Langrognet, bâtiment plus spacieux que le précédent hôtel de ville qui avait subi un incendie en 1733. Renommé « Hôtel Raillard de Granvelle », le bâtiment héberge les services municipaux jusqu'en 1768. Après être devenu conseiller maître à la Cour des comptes de Dole, Raillard décède à Vesoul, pendant la Révolution, le 10 octobre 1793. Il est le père du maître des requêtes Benoît Georges Raillard de Granvelle.
Les 23 et 24 janvier 1814, le roi de Prusse Frédéric-Guillaume III passe deux nuits dans l'hôtel, en vue de la création de l'État de Franche-Comté.
En 1901, le bâtiment a pour résident Maxime Clerc (1859-1936), professeur de mathématiques au lycée de Vesoul, et Claude Gros (1861-1904), arrière-grands-parents de Johnny Hallyday du côté maternel. Leur fille, Jeanne-Marie, grand-mère du chanteur, voit le jour à Fretigney-et-Velloreille en 1886, alors que les trois autres enfants naissent à Vesoul.
Depuis 2019, l'hôtel accueille au premier étage, le cabinet de Maître Randall Schwerdorffer, avocat dans les affaires régionales Daval et Péchier.